# آکادمی نظامی سلطنتی سندهرست

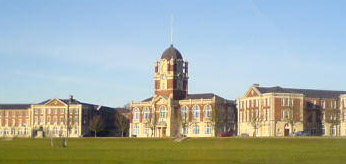
ساختمان جدید مدرسه نظامی سندهرست

آکادمی نظامی سلطنتی سندهرست (Royal Military Academy Sandhurst) نام یک آکادمی نظامی بریتانیایی است که در سال ۱۹۴۷ بنیاد شده‌است. آموزش‌های اولیه برای افسران ارتش بریتانیا در این آکادمی آموزش داده می‌شود.
چندی از بزرگان بریتانیا و برخی کشورهای عربی در این آكادمی آموزش دیده‌اند از جمله:
- وینستون چرچیل، سیاست‌مدار بریتانیایی
- پادشاه پیشین اردن، ملک طلال بن عبدالله
- پادشاه پیشین اردن ملک حسین بن طلال
- پادشاه کنونی اردن ملک عبدالله بن حسین
- سلطان عمان قابوس بن سعید
- امیر پیشین قطر شیخ حمد بن خلیفة آل ثانی
- تمیم بن حمد بن خلیفة آل ثانی امیر قطر
- محمد بن راشد آل مکتوم
- حمدان بن محمد آل مکتوم
- شاه چارلز سوم پادشاه بریتانیا
- شاهزاده ویلیام، دوک کمبریج
- سرلشکر منوچهر خسروداد. فرمانده هوانیروز ارتش شاهنشاهی

## نگارخانه

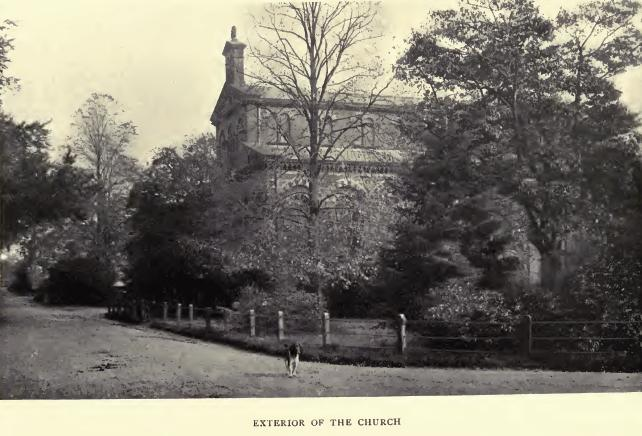
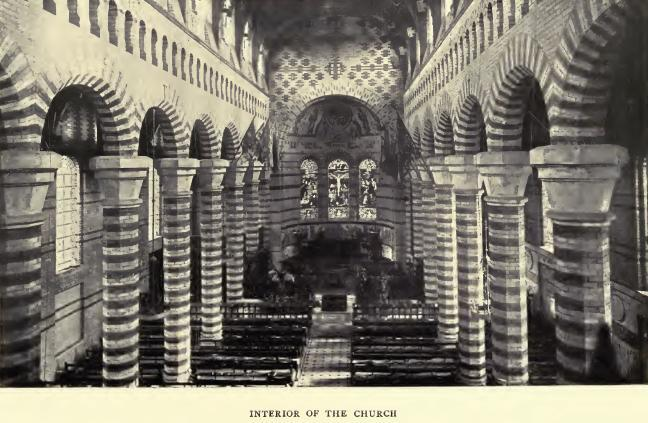
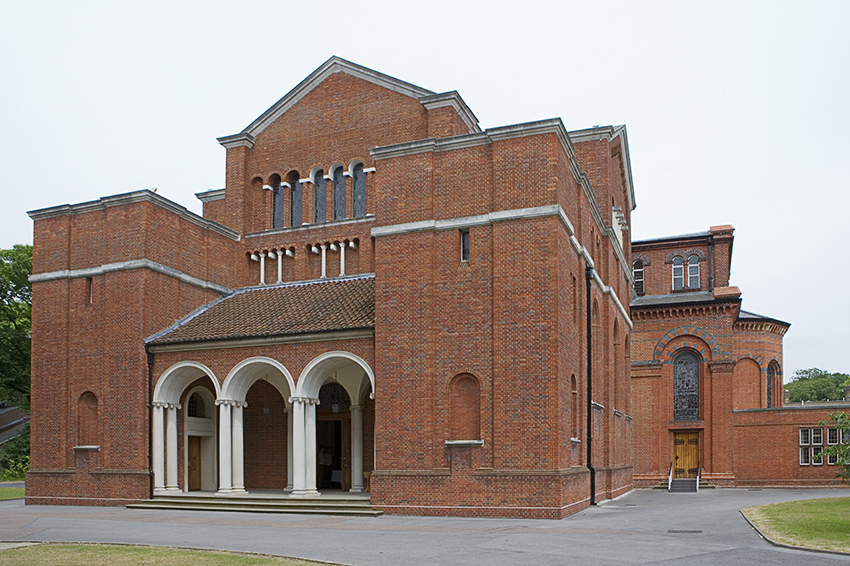